# Rio Santana (Bahia)
O rio Santana é um curso de água brasileiro que nasce na Serra dos Guaitaracas e deságua na foz do rio Cachoeira em Ilhéus, no estado da Bahia. Este rio abastece de água partes das cidades de Ilhéus e Itabuna, através de uma barragem nas proximidades do povoado do Rio do Engenho, remanescente da Capitania de Ilhéus e que abriga a Capela de Santana.
Sua bacia hidrográfica abrange partes dos municípios de Itabuna, Ilhéus, Buerarema e São José da Vitória, onde se localiza sua nascente.